# Puto cupressi
Puto cupressi är en insektsart som först beskrevs av William Higgins Coleman 1908.  Puto cupressi ingår i släktet Puto och familjen ullsköldlöss. Inga underarter finns listade i Catalogue of Life.